# Odprto prvenstvo Avstralije 2014
Odprto prvenstvo Avstralije 2014 je sto drugi teniški turnir za Grand Slam, ki je potekal med 13. in 26. januarjem 2014 v Melbournu.

## Rezultati

### Moški posamično
- Stanislas Wawrinka :  Rafael Nadal, 6–3, 6–2, 3–6, 6–3

### Ženske posamično
- Li Na :  Dominika Cibulková, 7–6(7–3), 6–0

### Moške dvojice
- Łukasz Kubot /  Robert Lindstedt :  Eric Butorac /  Raven Klaasen, 6–3, 6–3

### Ženske dvojice
- Sara Errani /  Roberta Vinci :  Jekaterina Makarova /  Jelena Vesnina, 6–4, 3–6, 7–5

### Mešane dvojice
- Kristina Mladenovic /  Daniel Nestor :  Sania Mirza /  Horia Tecău, 6–3, 6–2